# 中田幸平
中田 幸平（なかた こうへい、1926年2月10日 - ）は、日本の舞台衣裳デザイナー、玩具研究家、歴史家。

## 略歴
栃木県栃木市生まれ。戦後上京し俳優座に入る。1955年過ぎ桑沢デザイン研究所講師となり、舞台衣裳デザイナーとして独立する。1985年NHK大河ドラマ「春の波涛」の風俗考証を手がける。かたわら尾崎秀樹の大衆文学研究会に参加した。

## 著書
- 『日本の児童遊戯』社会思想社 1970
- 『野の玩具 草笛・竹トンボの世界』1974 中公新書
- 『野の民俗 草と子どもたち』社会思想社 (現代教養文庫)　1980
- 『自然と子どもの博物誌』岳書房 1981
- 『くさばなのあそび』椎野利一絵 ポプラ社(あそびのひろば)　1981
- 『しんぶんしのようふく』夏目尚吾絵 ポプラ社 (あそびのひろば) 1981
- 『児童劇の衣裳をつくる』大月書店 (シリーズ・子どもとつくる）1989
- 『昭和子ども歳時記』八坂書房 2001
- 『江戸の子供遊び事典』八坂書房 2009
- 『昭和自然遊び事典』八坂書房 2012

### 挿画
- 鈴木常雄『日本のおもちゃ』中田幸平絵 村田書店 1990